# یوهان هوفمان
یوهان هوفمان (انگلیسی: Johann Hoffmann؛ ‏ ۲۸ مارس ۱۸۵۷ – ۱ نوامبر ۱۹۱۹) متخصص اعصاب، و استاد دانشگاه اهل آلمان بود.
او را امروزه به سبب رفلکس هوفمان و «بیماری وردنیگ-هوفمان» یا همان «آتروفی عضلانی نخاعی نوع ۱» می‌شناسیم. هوفمان تحصیلات مقدماتی خود را در ورمس به‌پایان رساند و سپس برای تحصیل در رشتهٔ پزشکی به دانشگاه هایدلبرگ رفت و در آنجا از شاگردان «ویلهلم هاینریش اِرب» بود.